# Hawk, l'oiseau de nuit
 (mai 2022).
La mise en forme du texte ne suit pas les recommandations de Wikipédia : il faut le « wikifier ».
Les points d'amélioration suivants sont les cas les plus fréquents :
- Les titres sont pré-formatés par le logiciel. Ils ne sont ni en capitales, ni en gras.
- Le texte ne doit pas être écrit en capitales (les noms de famille non plus), ni en gras, ni en italique, ni en « petit »…
- Le gras n'est utilisé que pour surligner le titre de l'article dans l'introduction, une seule fois.
- L'italique est rarement utilisé : mots en langue étrangère, titres d'œuvres, noms de bateaux, etc.
- Les citations ne sont pas en italique mais en corps de texte normal. Elles sont entourées par des guillemets français : « et ».
- Les listes à puces sont à éviter, des paragraphes rédigés étant largement préférés. Les tableaux sont à réserver à la présentation de données structurées (résultats, etc.).
- Les appels de note de bas de page (petits chiffres en exposant, introduits par l'outil «  Source ») sont à placer entre la fin de phrase et le point final[comme ça].
- Les liens internes (vers d'autres articles de Wikipédia) sont à choisir avec parcimonie. Créez des liens vers des articles approfondissant le sujet. Les termes génériques sans rapport avec le sujet sont à éviter, ainsi que les répétitions de liens vers un même terme.
- Les liens externes sont à placer uniquement dans une section « Liens externes », à la fin de l'article. Ces liens sont à choisir avec parcimonie suivant les règles définies. Si un lien sert de source à l'article, son insertion dans le texte est à faire par les notes de bas de page.
- La présentation des références doit suivre les conventions bibliographiques. Il est recommandé d'utiliser les modèles {{Ouvrage}}, {{Chapitre}}, {{Article}}, {{Lien web}} et/ou {{Bibliographie}}. Le mode d'édition visuel peut mettre en forme automatiquement les références.
- Insérer une infobox (cadre d'informations à droite) n'est pas obligatoire pour parachever la mise en page.

Pour une aide détaillée, merci de consulter Aide:Wikification.
Si vous pensez que ces points ont été résolus, vous pouvez retirer ce bandeau et améliorer la mise en forme d'un autre article.
Hawk, l'Oiseau de Nuit (Hawk) est une série télévisée américaine en 17 épisodes de 50 minutes, créée par Allan Sloan et diffusée entre le  9 septembre 1966 et le 29 décembre 1966 sur le réseau ABC. La série a été diffusée à partir du 30 octobre 1973 sur la Troisième chaîne couleur de l'ORTF en France.

## Synopsis
John Hawk, de sang Iroquois, travaille comme détective pour le procureur de New York.

## Distribution
- Burt Reynolds (VF : Jean-Claude Michel) : Lieutenant John Hawk
- Wayne Grice : Détective Dan Carter
- Bruce Glover : Murray Slaken
- Leon Janney : Ed Gorton

## Épisodes
1. Do Not Mutilate or Spindle
2. The Longleat Chronicles
3. Thanks for the Honeymoon
4. Game with a Dead End
5. Death Comes Full Circle
6. The Theory of the Innocent
7. The Man Who Owned Everyone
8. How Close Can You Get?
9. The Living End of Sisterbaby
10. The Shivering Pigeon
11. Ulysses and the Republic
12. Legacy for a Lousy Future
13. "H" is a Dirty Letter
14. Some Devil Whispered in His Ear
15. The Hands of Corbin Claybrooke
16. Wall of Silence
17. Blind Man's Bluff